# دهستان ابهررود
ابهررود، دهستانی است از توابع بخش مرکزی شهرستان ابهر در استان زنجان ایران.
جمعیت=زبان تمامی اهالی این دهستان ترکی آذربایجانی می باشد.
براساس سرشماری سال ۱۳۸۵ جمعیت آن ۵٬۶۸۶ نفر (۱٬۳۰۰ خانوار) بوده‌است.